# Bitter Tears: Ballads of the American Indian
Bitter Tears: Ballad of American Indian è il dodicesimo album in studio album del cantante country Johnny Cash ed è il suo tredicesimo album ad essere stato pubblicato dalla Columbia Records. Fu pubblicato originariamente il 1º ottobre 1964 ed è stato ripubblicato l'11 ottobre 1994 senza bonus track.

## Il disco
Come il titolo suggerisce, l'album è composto da canzoni che hanno come argomento centrale gli indiani Pellerossa con la loro storia e i loro problemi.
Durante tutto l'album Cash si concentra sul duro ed ingiusto trattamento inflitto alla popolazione indigena del Nord America. Le canzoni sono scritte in parte da Johnny Cash e in parte dal folksinger mezzosangue Peter La Farge, la traccia finale The Vanishing Race è accreditata a Johnny Cash e Johnny Horton. La prima canzone, As Long as the Grass Shall Grow, tratta della partenza della tribù dei Seneca dal loro territorio, a causa della costruzione della diga Kinzua.
L'unico brano dell'album ad essere pubblicato come singolo fu The Ballad of Ira Hayes, scritto da La Farge, che raggiunse il No. 3 nella classifica Country; la canzone parla di Ira Hayes, un giovane Marine dalle ascendenze Pellerossa che partecipò alla battaglia di Iwo Jima e divenne presto un eroe ma, a causa del suo sangue di nativo americano, fu presto dimenticato e morì ubriaco in una pozzanghera della riserva dove era nato.

## Tracce
1. As Long as the Grass Shall Grow - 6:20 - (Peter La Farge)
2. Apache Tears - 2:34 - (Johnny Cash)
3. Custer - 2:20 - (Peter La Farge)
4. The Talking Leaves - 3:55 - (Johnny Cash)
5. The Ballad of Ira Hayes - 4:07 - (Peter La Farge)
6. Drums - 5:04 - (Peter La Farge)
7. White Girl - 3:01 - (Peter La Farge)
8. The Vanishing Race - 4:02 - (Johnny Cash, Johnny Horton)

## Musicisti
- Johnny Cash - Voce
- Luther Perkins, Norman Blake, Bob Johnson - Chitarra
- Marshall Grant - Basso
- W.S. Holland - Percussioni
- The Carter Family - Accompagnamento Vocale

### Altri collaboratori
- Don Law - Produttore
- Frank Jones - Produttore